# (14390) 1990 QP10
(14390) 1990 QP10 là một tiểu hành tinh nằm ở rìa ngoài của vành đai chính. Nó được phát hiện bởi Henry E. Holt ở Đài thiên văn Palomar ở Quận San Diego, California, ngày 26 tháng 8 năm 1990.